# Elsa Maxwell

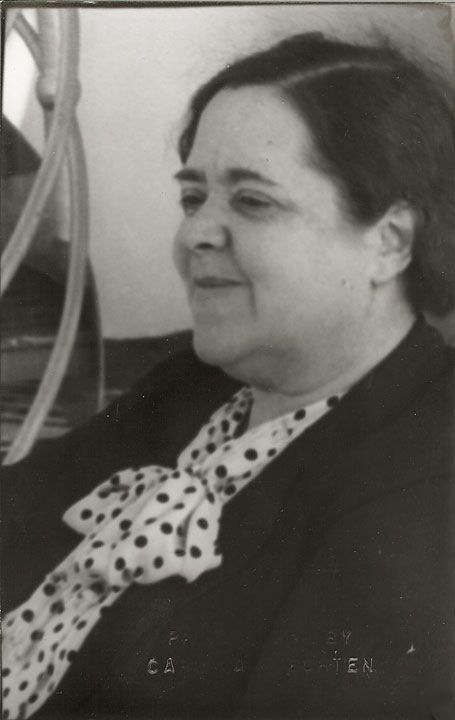
Elsa Maxwell

Elsa Maxwell (Keokuk, 24 mei 1883 - New York, 1 november 1963) was een Amerikaans roddelcolumniste, (liedjes)schrijfster, scenariste en professioneel gastvrouw. Zij was vermaard om haar feesten voor koninklijke gasten en andere beroemdheden uit haar tijd.
Aan Maxwell wordt de introductie van de scavenger hunt (een soort speurtocht) en de treasure hunt (jacht op de schat) als partygames toegeschreven. Zij verscheen als zichzelf in de films Stage Door Canteen (1943) en Rhapsody in Blue (1945); ze trad ook op in de film Hotel for Women uit 1939, waarvoor zij zelf het scenario geschreven had.
Elsa Maxwell bracht in de zomer van 1948 de actrice Rita Hayworth in contact met prins Aly Khan.
In 1953 bracht Elsa Maxwell een enkel nummer van haar tijdschrift Elsa Maxwell's Café Society uit. Dit bevatte op het omslag een portret van Zsa Zsa Gábor.
Anne Edwards' biografie van Maria Callas (Callas, 2001) en Peter Evans' biografie van Aristoteles Onassis vermelden beide dat Elsa Maxwell Callas aan Onassis voorstelde. Edwards beweert ook dat Maxwell, die lesbisch was, probeerde Callas, die 40 jaar jonger was dan zij, te verleiden. Callas' biograaf Stelios Galatopoulos publiceerde liefdesbrieven van Maxwell aan Callas, die van Elsa's avances overigens niet gediend was.
De Schotse zangeres Dorothy "Dickie" Fellowes-Gordon was van 1912 tot 1963 Maxwells vriendin. Fellowes-Gordon was ook Maxwells enige erfgenaam.

## Trivia
In Amsterdam zijn twee eetcafés naar Elsa Maxwell genoemd: Elsa's aan de Middenweg en Maxwell op het Beukenplein.